# Dona de Villanova
 (mai 2023).
Si vous disposez d'ouvrages ou d'articles de référence ou si vous connaissez des sites web de qualité traitant du thème abordé ici, merci de compléter l'article en donnant les références utiles à sa vérifiabilité et en les liant à la section « Notes et références ».
Dona de Villanova ou Dona de Vilanova est une trobairitz dont on sait peu de choses si ce n'est qu'elle présente une composition à l'Académie des Jeux floraux en 1496.
L'érudit occitan Charles Camproux souligne que cette chanson a une valeur symbolique intéressante au sein de l'histoire de la littérature occitane car elle se situe à la charnière (de quelques décennies) entre la période "classique" médiévale des troubadours et de leur occitan médiéval commun et les "renaissances" modernes plus marquées dialectalement (En Béarn e Gascogne avec Arnaud de Salette et Pey de Garros et en Provence avec Louis Bellaud).
Quan lo printens acampat a las nivas

e que tenen lo florit mes de May,

vos uffrizetz a manhs dictators gay

del gay saber las flors molt agradivas.

Reyna d'amor, poderosa Clamensa,

A vos me clam per trobar lo repaus,

que si, de vos, mos dictatz an un laus,

Aurey la flor que de vos pren naysensa.